# Comarcas de Castela e Leão
De acordo com a Junta de Castela e Leão, comunidade autónoma está dividida em 89 comarcas, 5 na província de Ávila, 10 na província de Burgos, 22 na província de León, 9 na província de Palência, 10 na província de Salamanca, 7 na província de Segóvia, 8 na província de Sória, 6 na província de Valladolid e 12 na província de Zamora:

## Província de Ávila
- Ávila
- El Barco de Ávila-Piedrahíta
- Valle del Tiétar
- La Moraña
- Burgohondo-Cebreros-El Tiemblo

## Província de Burgos
- Merindades
- Páramos
- La Bureba
- Ebro
- Odra-Pisuerga
- Burgos (Alfoz)
- Montes de Oca
- Arlanza
- Sierra de la Demanda
- Ribera del Duero

## Província de León
- Tierra de Campos
- El Bierzo
- El Páramo
- Laciana
- Maragatería
- Babia
- La Cepeda (León)
- La Valduerna
- Ribera del Órbigo
- Comarca de la Cabrera
- La Valdería
- Tierra de la Reina
- Somiedo
- Vega del Esla
- La Sobarriba
- Omaña
- Luna
- Los Argüellos
- Ordás
- Curueño
- Alfoz de León
- La Tercia del Camino

## Província de Palência
- Tierra de Campos
- El Cerrato palentino
- Brezo
- Alto Carrión
- Montaña Palentina
- Campoo
- Carrión
- Ojeda
- Vega-Valdavia

## Província de Salamanca
- Comarca de Vitigudino (El Abadengo, As Arribas, Tierra de Vitigudino e La Ramajería)
- Comarca de Cidade Rodrigo (La Socampana, C. de Argañán, C. del Yeltes, C. de Agadones, C. de Robledo e El Rebollar)
- La Armuña
- Las Villas
- Tierra de Peñaranda e Las Guareñas
- Tierra de Ledesma
- Comarca de Guijuelo (Entresierras, Salvatierra e Alto Tormes)
- Tierra de Alba
- Sierra de Béjar
- Sierra de Francia
- Campo de Salamanca

## Província de Segóvia
- Ayllón
- Comunidad de Villa e Tierra de Sepúlveda
- Carbonero el Mayor
- Espinar
- Tierra de Pinares
- Santa Maria La Real de Nieva
- Segóvia e Alfoz

## Província de Sória
- Comarca de Pinares
- Tierras Altas (Sória)
- Tierras del Burgo
- Comarca de Sória
- Campo de Gómara
- Comarca de Almazán
- Tierra de Ágreda
- Tierra de Medinaceli

## Província de Valladolid
- Tierra de Campos
- Páramos del Esgueva
- Tierra de Pinares
- Campo de Peñafiel
- Campiña del Pisuerga
- Tierra de Medina

## Província de Zamora
- Sanabria
- La Carballeda
- Tierra de Campos
- Aliste
- Tábara
- Alba
- Benavente e Los Valles
- Tierra del Pan
- Alfoz de Toro
- Sayago
- Tierra del Vino
- La Guareña